# Vasilitsa
Vasilitsa este o arie protejată (arie specială de conservare — SAC, sit de importanță comunitară — SCI) din Grecia întinsă pe o suprafață de 8.042,73 ha, integral pe uscat.

## Localizare
Centrul sitului Vasilitsa este situat la coordonatele 40°01′23″N 21°05′11″E / 40.023142°N 21.086473°E.

## Înființare
Situl Vasilitsa a fost declarat sit de importanță comunitară în august 1996 pentru a proteja 5 specii de animale. Situl a fost protejat și ca arie specială de conservare în martie 2011.

## Biodiversitate
Situată în ecoregiunea mediteraneană, aria protejată conține 5 habitate naturale: Lande oro-mediteraneene cu formațiuni endemice de grozamă, Păduri de fag Luzulo-Fagetum, Păduri aluvionare cu Alnus glutinosa și Fraxinus excelsior (Alno-Padion, Alnion incanae, Salicion albae), Păduri panonice-balcanice de stejar turcesc - stejar sesil, Păduri de pin (sub-) mediteraneene cu pini negri endemici.
La baza desemnării sitului se află mai multe specii protejate:
- amfibieni (2): izvoraș-cu-burta-galbenă (Bombina variegata), Triturus macedonicus
- mamifere (1): vidră de râu (Lutra lutra)
- pești (2): Barbus balcanicus, Barbus prespensis

Pe lângă speciile protejate, pe teritoriul sitului au mai fost identificate 12 specii de plante, 1 specie de amfibieni, 1 specie de pești.